# A Serra
A Serra é uma telenovela portuguesa produzida pela SP Televisão que foi exibida pela SIC de 22 de fevereiro de 2021 a 29 de abril de 2022, substituindo Terra Brava e sendo substituída por Por Ti. É a "29.ª novela" do canal.
Escrita por Inês Gomes, tem a colaboração de Cândida Ribeiro, Ana Morgado, Filipa Poppe, José Pinto Carneiro, Manuel Carneiro, Pedro Cavaleiro e Rita Roberto como guionistas, a direção de Jorge Queiroga, a direção de elenco de Carla de Sá, a direção de produção de Bruno Oliveira e a realização de Bruno Marques de Oliveira, Jorge Queiroga, Ricardo Inácio e Tiago Marques.
Conta com as atuações de Júlia Palha, Sofia Alves, José Mata, Carolina Carvalho, António Pedro Cerdeira, João Jesus e Vítor Silva Costa nos papéis principais.

## Sinopse
Entre as fragas, rochedos e penedos da Fraga Pequena, uma aldeia remota da Serra da Estrela, nasce um grande amor entre Fátima Neto, uma jovem serrana que produz farinha biológica num moinho de água que herdou da sua mãe e Tomás Folgado, um socorrista de montanha nos Alpes Franceses, onde vive. Os dois conhecem-se, e a paixão entre os dois é imediata.
Fátima não faz ideia que Tomás namora com a sua rival de adolescência, Mariana Pereira Espinho e que ele está prestes a pedi-la em casamento, mas não está apaixonado por ela e pretende terminar a relação.
Carlota Pereira Espinho, é a mãe de Mariana e a mulher mais poderosa da Fraga Pequena. Ela não admite que ninguém se meta no seu caminho e no da sua família, nem que para isso tenha que fazer as piores coisas.
O irmão de Fátima, Artur e os Pereira Espinho, a família mais rica e influente da Serra, entram em conflito, e misteriosamente, o jovem aparece morto após uma noite de tempestade.
Fátima, devastada pela perda do irmão e pela prisão do pai, quer justiça e vai procurá-la, nem que para isso tenha de enfrentar os poderosos Pereira Espinho.
Na luta pela verdade, Fátima esbarra no caminho desta mulher prepotente e sem escrúpulos, que pode ter tudo a perder com as suas investigações.
A mãe de Mariana está disposta a tudo para impedir que a verdade sobre o crime coletivo veja a luz do dia e… travar o romance de Fátima com Tomás.
Viver na vila não fazia parte dos planos de Tomás, mas vai perceber que tem fortes motivos para ficar e que a ligação à Fraga Pequena é maior do que pensa…
Será que o amor move montanhas?

## Elenco

### Elenco principal
| Ator/Atriz             | Personagem               |
| ---------------------- | ------------------------ |
| Júlia Palha            | Fátima Roque Neto        |
| Sofia Alves            | Carlota Pereira Espinho  |
| José Mata              | Tomás Folgado            |
| Carolina Carvalho      | Mariana Pereira Espinho  |
| António Pedro Cerdeira | Fernando Pereira Espinho |
| João Jesus             | Gustavo Folgado          |
| Vítor Silva Costa      | Guilherme Botelho        |

### Elenco regular
| Ator/Atriz               | Personagem                                 |
| ------------------------ | ------------------------------------------ |
| Jorge Corrula            | Domingos Nunes                             |
| Soraia Chaves            | Rosalinda Roque Nunes                      |
| Laura Dutra              | Margarida Maria «Guida» Grilo              |
| Ana Marta Ferreira       | Jacinta Grilo                              |
| Tiago Teotónio Pereira   | Salvador Teles de Arriaga                  |
| Dânia Neto               | Paula Neto                                 |
| Pedro Laginha            | Silvério Neto                              |
| Custódia Gallego         | Aida Folgado                               |
| Maria João Abreu         | Conceição «Sãozinha» Grilo                 |
| Carla Andrino            | Elvira Roque Courela                       |
| Fernando Luís            | Manuel Teles de Arriaga                    |
| Manuela Couto            | Maria do Carmo «Carminho» Teles de Arriaga |
| Isabela Valadeiro        | Vitória Castro                             |
| Oceana Basílio           | Ivone Roque Courela                        |
| Márcia Breia             | Hortense Rasteiro                          |
| João de Carvalho         | Moisés Folgado                             |
| João Maneira             | Fausto Roque Courela                       |
| Cristina Homem de Mello  | Helena «Lena» Rasteiro                     |
| António Camelier         | António José «Tozé» Grilo                  |
| Ana Lopes                | Marta Botelho                              |
| João Mota                | Nicolau Roque Courela                      |
| João Reis                | Raimundo «Rémi» Grilo                      |
| Rúben Gomes              | Vasco Botelho                              |
| Patrícia Candoso         | Sara Antunes                               |
| Irma Ribeiro             | Teresa                                     |
| Margarida Serrano        | Anabela Neto                               |
| Maria Eduarda Laranjeira | Leonor Barroso                             |

### Participação especial
| Ator/Atriz       | Personagem                 |
| ---------------- | -------------------------- |
| Ângelo Rodrigues | Artur Roque Neto           |
| José Eduardo     | Augusto Pereira Espinho    |
| Virgílio Castelo | Sebastião Botelho          |
| Noémia Costa     | Maria José «Zézinha» Grilo |

### Personagens convidadas deAmor Amor
| Ator/Atriz   | Personagem                          |
| ------------ | ----------------------------------- |
| Joana Aguiar | Sandra «Sandy» Carina Pinto Pereira |
| Ivo Lucas    | Leandro Vieira                      |
| Joana Santos | Linda Sousa                         |

### Artista convidada
| Ator/Atriz  | Personagem |
| ----------- | ---------- |
| Rita Guerra | Ela mesma  |

### Elenco adicional
| Ator/Atriz          | Personagem                 |
| ------------------- | -------------------------- |
| Joana Alvarenga     | Dulce Barroso              |
| Ana Brito e Cunha   | Maria Antónia «Mitó»       |
| Duarte Grilo        | Márcio Macedo              |
| Viriato Quintela    | Valter Santos              |
| Alda Gomes          | Maria do Amparo Roque Neto |
| Rita Cruz           | Lucinda                    |
| Francisco Arraiol   | Pascoal                    |
| Francisco Fernandez | Hugo                       |
| Viriato Quintela    | Valter                     |
| Hélder Afonso       | Gugu                       |

## Produção

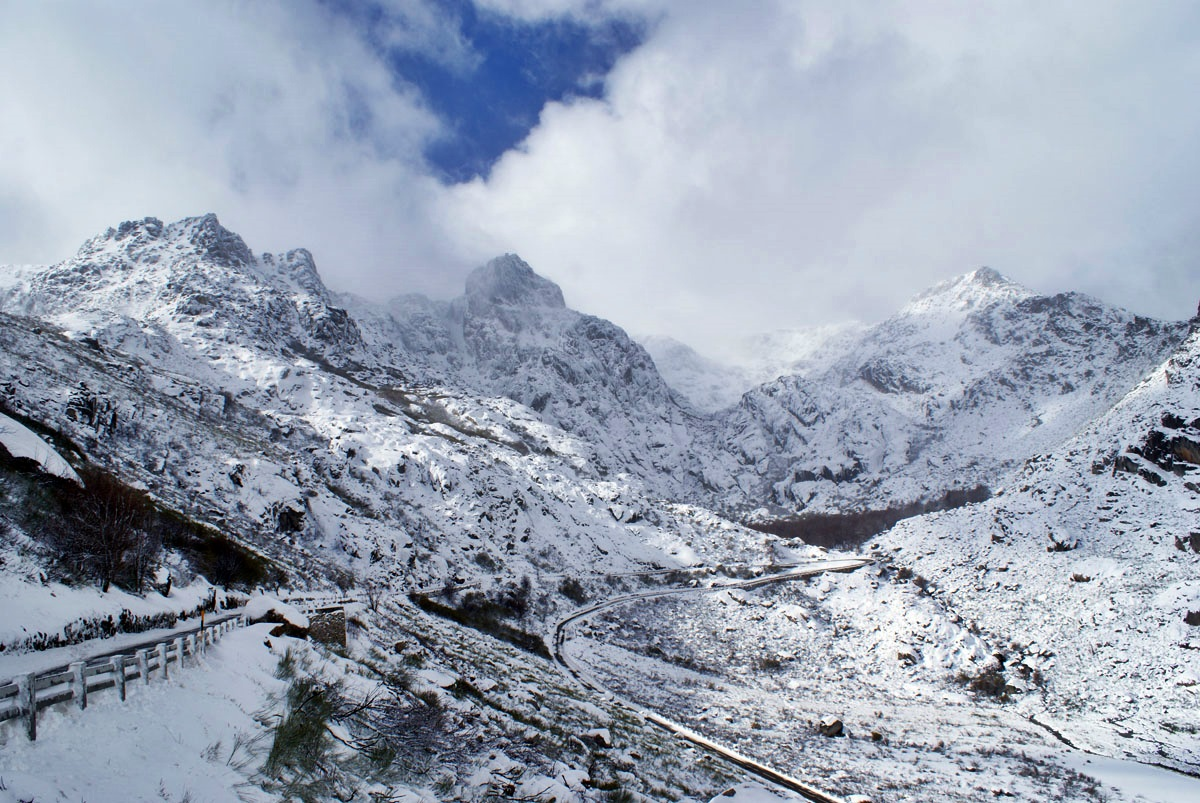
Serra da Estrela é utilizada como cenário para a telenovela.

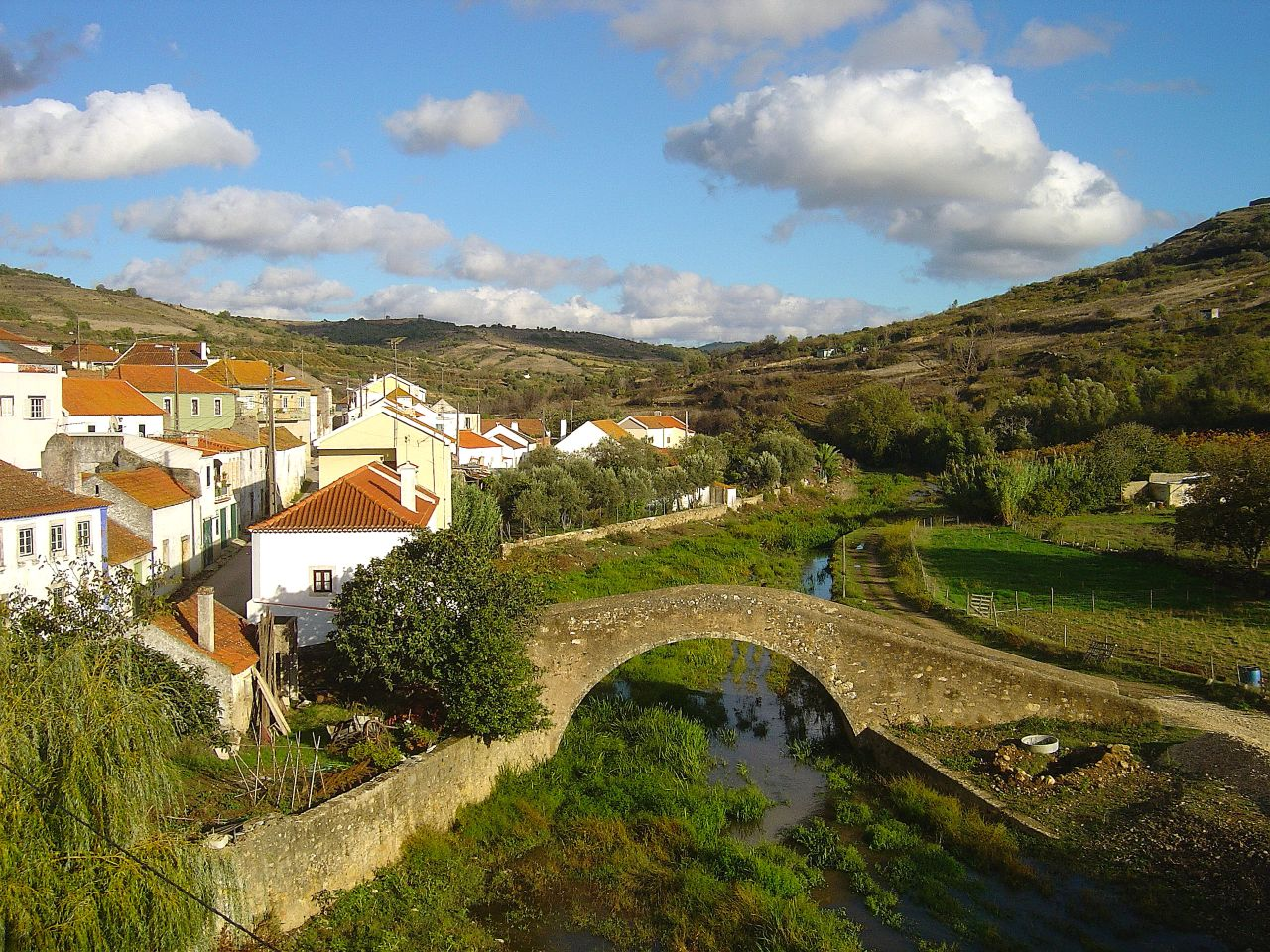
Mafra é utilizada como cenário para a aldeia fictícia Fraga Pequena na telenovela.

A pré-produção da novela teve início em agosto de 2019. Em janeiro de 2020, Daniel Oliveira, o diretor-geral e diretor de enternimento e ficção da SIC, dá luz verde para a novela, começando no mesmo mês a gravação das imagens exteriores da novela, e em agosto é revelado que Inês Gomes seria a autora da novela e que as gravações iriam decorrer na região da Serra da Estrela devido a uma sugestão de Daniel Oliveira à autora para a novela, com o título provisório de “A Serra”, o qual mais tarde foi oficializado como o título definitivo.
Os trabalhos da telenovela começaram a 30 de outubro de 2020, com as gravações a decorrerem na aldeia Mata Pequena, usada para dar vida à vila fictícia Fraga Pequena da novela, na cidade de Mafra, na Serra da Estrela, mais concretamente nas cidades de Covilhã, Seia, Manteigas, Gouveia e no H2otel Congress & Medical SPA em Unhais da Serra e ainda nos estúdios SP Televisão, tendo sido os trabalhos terminados a 16 de julho de 2021, fechando com 240 episódios de produção.

### Escolha do elenco
Com a aquisição de Sofia Alves para a SIC, foi revelado que iria se encontrar no elenco principal da novela, sendo descrito pela própria que a sua personagem seria o papel da sua vida. Com o regresso de Júlia Palha à SIC, foi revelado que a atriz iria ser a protagonista da trama, cujo papel havia sido escrito especialmente para a atriz, ficando o cargo de vilã principal a cargo de Sofia. A elas juntam-se José Mata para dar vida ao protagonista masculino e Carolina Carvalho para dividir o antagonismo com Sofia Alves. Para o restante elenco principal, juntaram-se António Pedro Cerdeira, Vítor Silva Costa e João Jesus.
Rosa do Canto estaria na novela, mas devido à mudança de personagem de Alexandra Lencastre para Luísa Cruz em Amor Amor, a atriz foi chamada para substituir a personagem inicial de Luísa, sendo substituída por Custódia Gallego na novela. Bárbara Lourenço e Bruna Quintas também estariam na novela, porém devido à mudança de Bárbara para a RTP1 e à gravidez de Bruna, as atrizes foram substituídas por Ana Marta Ferreira e Ana Lopes.
Isabela Valadeiro, Manuela Couto, Dânia Neto, Jorge Corrula, Oceana Basílio, Soraia Chaves, Cristina Homem de Mello, Fernando Luís, João de Carvalho, Margarida Serrano, João Maneira, Carla Andrino, Tiago Teotónio Pereira, Maria João Abreu, João Mota, Francisco Arraiol, António Camelier, Laura Dutra e Maria Eduarda Laranjeiro constituem o restante elenco, com ainda a participação especial de Virgílio Castelo, José Eduardo e Ângelo Rodrigues.
Com o prolongamento da novela, o elenco conta com os reforços de Rúben Gomes, João Reis, Patrícia Candoso e Irma Ribeiro.

### Contratempos e alterações nas gravações
As gravações estavam previstas terminar em junho de 2021, porém, devido às interrupções de alguns atores por causa de terem tido COVID-19, a paragem de quase um mês de uma das protagonistas, Sofia Alves, por motivos de saúde, e pelo prolongamento da telenovela, sendo acrescentados aos 220 episódios de produção previstos, 20 novos episódios, ficando o fim das gravações adiado para 15 de julho. Porém, ocorreu mais um imprevisto, devido à atriz Carolina Carvalho ter sido internada no hospital para ser submetida a uma operação para remover quistos dos ovários a 4 de julho, as gravações tiveram que ser prolongadas para o dia seguinte, dia 16.
A 30 de abril de 2021, a atriz Maria João Abreu foi hospitalizada de urgência no Hospital Garcia de Orta, em Almada, depois de sofrer a rutura de um aneurisma cerebral, tendo desmaiado durante as gravações da novela, depois de apresentar falhas no raciocínio e mal-estar, o que originou um prolongamento ainda maior da novela. Para resolver o problema, foi decidido por Daniel Oliveira, o diretor de programas da SIC, retirar a atriz da telenovela a 13 de maio. Como tal, para a substituir, a SIC procurou uma atriz para ser a irmã da sua personagem. Poucas horas depois, foi anunciada a morte da atriz, o que fez a SIC tomar a decisão de suspender as gravações em homenagem da atriz nesse mesmo dia e no dia seguinte, dia 14, retomando as gravações no dia 15. Uma semana depois, foi revelado que a atriz que ia dar vida à irmã da sua personagem seria a atriz Noémia Costa. Meses depois, foi revelado o destino da sua personagem foi ir para um convento, tendo sido usada uma cena gravada de uma fuga de gás quando a atriz ainda estava viva, deixando uma carta no dia seguinte a dizer que iria para um convento devido a ter interpretado a fuga de gás ocorrida como um “chamamento de Deus”, cuja cena foi transmitida a 17 de dezembro.

### Bronca de Rita Guerra nas gravações
Com a participação da artista Rita Guerra na novela, gerou um descontentamento por parte de alguns atores da novela, mais concretamente do ator António Pedro Cerdeira, uma vez que o ator e a artista já foram casados e a relação entre ambos não é a melhor, tendo o ator se recusado a gravar as cenas que incluiam a artista, o que foi comunicado à produtora da novela, que por sua vez deram a volta ao guião, tendo também ainda alguns dos atores gravado contrariados as gravações das cenas com a artista na novela.

## Exibição
Originalmente, A Serra estava programada para estrear no último trimestre de 2020, assim como estava previsto substituir a segunda temporada de Nazaré e ficar na 1.ª faixa de telenovelas da SIC. Porém, devido à crise global causada pelo novo coronavírus (COVID-19) a novela acabou por ter a sua estreia adiada para o primeiro trimestre de 2021, acabando por substituir Terra Brava e ficar na 2.ª faixa de telenovelas da SIC. A partir de 7 de março de 2022, com a estreia de Por Ti, a novela passou para a 3.ª faixa devido às fracas audiências de Amor Amor.
A promoção arrancou a 11 de janeiro de 2021 com imagens do cenário natural e a 22 de janeiro com a segunda e terceira promo com imagens de elenco e da trama principal, ambas as três promos sem uma menção direta ao título da novela, tendo sido oficializado o título a partir da quarta promo a 29 de janeiro, assim como o seu logótipo, tendo estreado a 22 de fevereiro. A campanha de ‘últimos episódios’ arrancou a 4 de abril de 2022, tendo a novela terminado ainda no mesmo mês, no dia 29.

### Alterações no genérico e créditos finais
"Liberdade" de Rita Guerra, cuja música é um original de Diana Basto de 1998, foi anunciada como tema do genérico a 18 de fevereiro de 2021.
Ao longo da sua transmissão, o fundo do logótipo no génerico e os créditos finais da novela foram se adaptando às estações do ano.

### Transmissão na OPTO
Na OPTO, a plataforma de streaming da SIC, a novela teve todos os seus episódios de exibição na SIC disponibilizados na plataforma, tendo em todos os seus episódios antestreias com um ou vários dias de antecedência à emissão dos episódios, à exceção dos 1º e 46º episódios e ainda dos episódios que foram emitidos entre os dias 2 e 22 de janeiro devido a um ataque informático aos sites do grupo Impresa que deixou inacessível temporariamente a OPTO.

## Projetos derivados

### Crossovers comAmor Amor
1º crossover
A 12 de abril de 2021, foi revelado no instagram da novela e também da novela Amor Amor, que é também da SIC, que as mesmas novelas iriam se juntar num crossover, sendo que Leandro (Ivo Lucas) e Sandy (Joana Aguiar) são as personagens de ‘Amor Amor’ enquanto que Guida (Laura Dutra), Jacinta (Ana Marta Ferreira), Salvador (Tiago Teotónio Pereira), Tozé (António Camelier) e Nicolau (João Mota) são as personagens de ‘A Serra’ que se juntam no crossover.
Gravado a 12 de abril de 2021, num evento especial na aldeia da Fraga Pequena, cenário ficcional da novela, a sua promoção começou a 17 de abril de 2021 e estreou no dia 26 do mesmo mês durante a emissão da novela.
2º crossover
A 20 de junho de 2021, foi revelado que a novela se iria voltar a cruzar com Amor Amor num crossover, sendo que Linda (Joana Santos) é a personagem de ‘Amor Amor’ enquanto que Guida (Laura Dutra), Nicolau (João Mota), Mariana (Carolina Carvalho), Carminho (Manuela Couto) e Manuel (Fernando Luís) são as personagens de ‘A Serra’ que se juntam no crossover.
Gravado a 20 de junho de 2021, no Hotel, cenário ficcional de 'A Serra', a sua promoção começou a 2 de julho de 2021 e estreou ainda no mesmo mês, no dia 9 durante a emissão da novela, cujo dia serviu também para comemorar o seu episódio 100.

### Lua de Mel
No âmbito do anúncio das celebrações dos 30 anos da SIC, foi revelada a existência de um spin-off em formato novela que para além de contar com personagens novas e de raiz, contaria também com personagens marcantes de telenovelas anteriores do mesmo canal, intitulada com o mesmo nome da editora de Amor Amor, Lua de Mel, devido ao foco da história se encontrar na editora da novela. Vinda diretamente desta novela para a Lua de Mel veio Laura Dutra com a sua respetiva personagem Guida para uma participação especial.

## Músicas
| Tema                                  | Intérprete(s)                                           | Personagem tema      | Notas            |
| ------------------------------------- | ------------------------------------------------------- | -------------------- | ---------------- |
| "Liberdade"                           | Rita Guerra                                             | —                    | Tema de genérico |
| "Beneath Your Beautiful"              | Labrinth e Emeli Sandé                                  | Fátima e Tomás       | —                |
| "Alma Mater"                          | Rodrigo Leão                                            | —                    | —                |
| "Ele Há Gente Para Tudo"              | Anaquim                                                 | Sãozinha             | —                |
| "Depois de Ti"                        | Ricardo Ribeiro                                         | Fátima e Guilherme   | —                |
| "Estrelas"                            | Tatanka e Carolina Deslandes                            | —                    | —                |
| "Foi Sem Querer"                      | Elvira                                                  | Jacinta              | —                |
| "Furacão"                             | Amor Electro                                            | Carlota              | —                |
| "Gosto de Ti"                         | David Carreira e Sara Carreira                          | Fátima e Tomás       | —                |
| "Indo Eu, Indo Eu A Caminho de Viseu" | Ana Bacalhau, Jorge Benvinda, Sérgio Godinho e Vitorino | —                    | —                |
| "Mais Fica para Mim"                  | Cláudia Pascoal                                         | Guida                | —                |
| "Manto de Água"                       | Agir e Ana Moura                                        | —                    | —                |
| "Ganhar o Dia"                        | Diabo na Cruz                                           | Paula                | —                |
| "Menina do Alto da Serra"             | Katia Guerreiro                                         | Fátima               | —                |
| "Não Faz Mal Não Estares Bem"         | Mimi Froes                                              | —                    | —                |
| "Nunca Gastes Tudo"                   | Quim Barreiros                                          | Carminho e Manuel    | —                |
| "O Tempo Não Para"                    | Mariza                                                  | Vitória              | —                |
| "Olá Lá A Gente Já Cá Está"           | Augusto Canário & Amigos                                | Sãozinha e Jacinta   | —                |
| "Para Sempre"                         | Dengaz e Seu Jorge                                      | Rosalinda e Domingos | —                |
| "Toada Beirã"                         | Paulo de Carvalho                                       | —                    | —                |
| "Tudo no Amor"                        | Clã                                                     | Mariana e Carlota    | —                |
| "Última Lágrima"                      | Pedro Flores                                            | Fátima               | —                |
| "Sete Pedaços de Vento"               | Cristina Branco                                         | —                    | —                |

## Audiências
A Serra estreou a 22 de fevereiro de 2021 com 15.0 de rating e 26.3% de share, com cerca de 1 milhão e 423 mil espectadores, na liderança absoluta, com um pico de 15.8 de audiência e 27.0% de share, sendo o programa mais visto do dia.
No segundo episódio, A Serra registou tal como no dia anterior, 15.0 de rating mantendo a audiência de estreia, com cerca de 1 milhão e 418 mil espectadores, com 29.4% de share, crescendo ao longo do capítulo, acabando por chegar aos 15.9 de rating e 31.9% de share.
Na semana seguinte, a 1 de março de 2021, A Serra arrecadou uma audiência média de 14.8, a que correspondeu um share recorde de 30.5%. Com 1 milhão e 401 mil espectadores fidelizados, o episódio de chegou a ter mais de 1 milhão e meio de espectadores no melhor momento, quando bateu nos 16.2/32.3%.
A 26 de abril de 2021, estreou o crossover que cruzou "A Serra" e "Amor Amor", registando durante a sua emissão 12.1 de rating e 25.9% de share, alcançando 1 milhão e 148 mil espectadores. Já o pico foi de 14.3/26.4%.
A 3 de maio de 2021, A Serra bateu recorde de pico do ano e registou em média 12.3 de rating e 27.6% de share, com cerca de 1 milhão e 165 mil espectadores. O pico, arrancado logo no início foi de 16.5/30.5%, sendo o episódio que teve o maior pico da novela.
A 9 de julho de 2021, estreou o 2.º crossover que cruzou "A Serra" e "Amor Amor" durante a emissão de "A Serra", que também comemorava o 100.º episódio, registou 9.6 de rating e 23.9% de share, alcançando 909 mil espectadores.
No dia 29 de abril de 2022, foi exibido o último episódio de “A Serra”. Com inicio pelas 21h56, conseguiu 9.8 de audiência média e 20.9% de share com 930.900 espectadores. Este foi o melhor valor da novela em 2022. O pico foi às 22h31 com 10.2 pontos de rating e 967 mil telespectadores sintonizados. Em share, a novela bateu nos 21.9%.
| Média | Média     | Episódios transmitidos | Rating | Share | Ref.   |
| ----- | --------- | ---------------------- | ------ | ----- | ------ |
| 2021  | Fevereiro | 5 episódios            | 14.4   | 27.3% | [ 75 ] |
| 2021  | Março     | 23 episódios           | 11.8   | 26.6% | ...    |
| 2021  | Abril     | 22 episódios           | 11.3   | 25.7% | ...    |
| 2021  | Maio      | 21 episódios           | 11.0   | 25.0% | ...    |
| 2021  | Junho     | 22 episódios           | 10.7   | 26.0% | ...    |
| 2021  | Julho     | 22 episódios           | 10.8   | 25.2% | [ 76 ] |
| 2021  | Agosto    | 22 episódios           | 10.8   | 25.1% | [ 77 ] |
| 2021  | Setembro  | 22 episódios           | 9.9    | 24.8% | ...    |
| 2021  | Outubro   | 21 episódios           | 9.4    | 24.7% | ...    |
| 2021  | Novembro  | 21 episódios           | 8.8    | 24.0% | ...    |
| 2021  | Dezembro  | 20 episódios           | 9.0    | 23.1% | ...    |
| 2022  | Janeiro   | 21 episódios           | 9.0    | ...   | ...    |
| 2022  | Fevereiro | 20 episódios           | 7.7    | ...   | ...    |
| 2022  | Março     | 23 episódios           | 7.0    | ...   | ...    |
| 2022  | Abril     | 18 episódios           | 6.5    | 24.9% | ...    |
| Total | Total     | 303 episódios          | 9.9    | 25.0% | [ 78 ] |

## Prémios e indicações
| Ano  | Prémio                                            | Categoria         | Por     | Resultado |
| ---- | ------------------------------------------------- | ----------------- | ------- | --------- |
| 2021 | Rose d'Or                                         | Melhor Telenovela | A Serra | Indicado  |
| 2022 | New York Festivals International TV & Film Awards | Telenovela        | A Serra | Venceu    |